# Тусі 1
Тусі 1 (англ. Toosey 1) — індіанська резервація в Канаді, у провінції Британська Колумбія, у межах регіонального округу Карібу.

## Населення
За даними перепису 2016 року, індіанська резервація нараховувала 107 осіб, показавши скорочення на 5,3%, порівняно з 2011-м роком. Середня густина населення становила 4,8 осіб/км².
З офіційних мов обидвома одночасно не володів жоден з жителів, тільки англійською — 105. Усього 20 осіб вважали рідною мовою не одну з офіційних, з них усі — одну з корінних мов.
Працездатне населення становило 55,6% усього населення, рівень безробіття — 30%.

## Клімат
Середня річна температура становить 4,1°C, середня максимальна – 19,9°C, а середня мінімальна – -16,4°C. Середня річна кількість опадів – 367 мм.
| Клімат поселення                              | Клімат поселення | Клімат поселення | Клімат поселення | Клімат поселення | Клімат поселення | Клімат поселення | Клімат поселення | Клімат поселення | Клімат поселення | Клімат поселення | Клімат поселення | Клімат поселення | Клімат поселення |
| Показник                                      | Січ.             | Лют.             | Бер.             | Квіт.            | Трав.            | Черв.            | Лип.             | Серп.            | Вер.             | Жовт.            | Лист.            | Груд.            |                  |
| Середній максимум, °C                         | −2,92            | 1,16             | 6,25             | 11,23            | 16,30            | 19,70            | 19,94            | 19,74            | 15,00            | 9,11             | 1,88             | −3,18            |                  |
| Середня температура, °C                       | −9,68            | −5,6             | −0,52            | 4,47             | 9,55             | 12,94            | 15,80            | 15,59            | 10,85            | 4,97             | −2,25            | −7,32            |                  |
| Середній мінімум, °C                          | −16,43           | −12,34           | −7,27            | −2,3             | 2,80             | 6,17             | 11,66            | 11,47            | 6,72             | 0,83             | −6,4             | −11,46           |                  |
| Норма опадів, мм                              | 28               | 17               | 16               | 16               | 32               | 56               | 45               | 45               | 31               | 24               | 26               | 31               |                  |
| Середньомісячна швидкість вітру, м/с          | 2.08             | 2.18             | 2.47             | 2.66             | 2.49             | 2.33             | 2.18             | 1.98             | 1.99             | 2.31             | 2.36             | 2.18             |                  |
| Середньомісячна сонячна радіація, кДж/м²·день | 3007             | 5907             | 10729            | 15626            | 19091            | 20552            | 21068            | 17837            | 12360            | 6818             | 3326             | 2322             |                  |
| --------------------------------------------- | ---------------- | ---------------- | ---------------- | ---------------- | ---------------- | ---------------- | ---------------- | ---------------- | ---------------- | ---------------- | ---------------- | ---------------- | ---------------- |
| Джерело:                                      |                  |                  |                  |                  |                  |                  |                  |                  |                  |                  |                  |                  |                  |